# Right Now (Van Halen)
Right Now è un singolo del gruppo musicale statunitense Van Halen, pubblicato nel 1992 ed estratto dall'album For Unlawful Carnal Knowledge.
Il video musicale del brano è stato premiato con l'MTV Video Music Award al video dell'anno nel 1992.

## Il brano
Il brano è un invito a vivere per il momento, a non avere paura di fare un cambiamento. Sammy Hagar ha affermato che stava scrivendo il testo in studio, quando sentì Eddie van Halen che lavorava in una stanza adiacente su una melodia di pianoforte, e cominciò dunque a cantare le sue parole sulla musica di Eddie. La melodia del brano era già stata utilizzata otto anni prima nei titoli di coda del film The Wild Life (1984).
Hagar sosteneva che il testo di Right Now era il migliore che avesse mai composto per una canzone di Van Halen. «Ero stanco di scrivere canzoni superficiali che parlavano di sesso», ha ricordato quasi due decenni più tardi, «Eddie e io volevamo fare sul serio e parlare dei problemi del mondo». Hagar era uno dei pochi scettici riguardo al videoclip del brano, poiché pensava che avrebbe distolto l'attenzione dal testo.

## Video musicale
Il videoclip del brano, diretto da Mark Fenske e prodotto da Carolyn Beug, riflette gli eventi che stavano accadendo in quel momento, sia all'interno dei Van Halen che socialmente nel mondo intorno a loro. Il video utilizza diverse didascalie a caratteri cubitali per descrivere le immagini che vengono mostrate sullo sfondo.
Hagar era contrario al concetto del video sin dall'inizio; ha infatti dichiarato: «La gente non andrà mai ad ascoltare quello che sto cantando, perché saranno impegnati a leggere questi sottotitoli». Durante le riprese, Hagar contrasse la polmonite e soffrì di febbre, e ciò intensificò ulteriormente il suo sdegno verso il video. Ha inoltre affermato che le scene in cui incrocia le braccia e si rifiuta di cantare, e la fine del video dove sbatte la porta dello spogliatoio, non erano recitate - era realmente arrabbiato. Il bassista Michael Anthony ha invece dichiarato di ritenere questo il miglior video che i Van Halen abbiano mai fatto.
Il video vinse tre premi durante gli MTV Video Music Awards 1992, incluso il riconoscimento per il Video dell'anno. Nonostante ciò, Hagar era ancora deluso del risultato, sostenendo: «Non credo c'entri abbastanza con la band». Tuttavia Hagar avrebbe poi ripreso il concetto del video e la frase "right now" per la title track del suo album solista Cosmic Universal Fashion nel 2008.

## Tracce
Promo Single Warner Bros. PRO-CD-503
1. Right Now (Single Mix) – 4:21
2. Man on a Mission – 5:03

## Formazione
- Sammy Hagar – voce
- Eddie van Halen – chitarra, pianoforte, cori
- Michael Anthony – basso, cori
- Alex van Halen – batteria

## Classifiche
| Classifica (1992)             | Posizione massima |
| ----------------------------- | ----------------- |
| Stati Uniti                   | 55                |
| Stati Uniti (mainstream rock) | 2                 |
| Stati Uniti (radio)           | 66                |